# Martyna Wiankowska
Martyna Wiankowska (Łowicz, 24 december 1996) is een voetbalspeelster uit Polen. Ze speelt als verdediger voor 1. FC Köln in de Bundesliga.

## Clubcarrière
Wiankowska begon met voetballen in een jongensteam van Olimpia Chąśno. Daarna stapte ze over naar een meisjesteam van KS Pelikan Łowicz. Voor het seizoen 2018/19 werd Wiankowska gecontracteerd door KKS Czarni Sosnowiec. Voor deze club debuteerde ze in de Ekstraliga. Met deze club werd ze in het seizoen 2020/21 landskampioen van Polen. Ook won ze twee keer de Poolse Beker. 
Wiankowska tekende voorafgaand aan het seizoen 2022/23 een contract bij het Duitse 1. FFC Turbine Potsdam. Ze debuteerde voor deze club in een DFB Pokalwedstrijd op 1 september 2023 tegen FC Viktoria 1889 Berlin. Een week later volgde haar debuut in de Bundesliga in een 1-1 gelijkspel tegen SV Werder Bremen. Op 1 oktober 2024 maakte ze haar eerste doelpunt in een 2-4 nederlaag tegen 1. FC Köln. Na het seizoen 2022/23 nam Wiankowska afscheid van de club.
Wiankowska tekende na haar vertrek uit Potsdam een contract bij 1. FC Köln dat doorloopt tot 30 juni 2025.

## Statistieken
| Seizoen | Club                   | Land      | Competitie | Wedstrijden | Doelpunten |
| ------- | ---------------------- | --------- | ---------- | ----------- | ---------- |
| 2022/23 | 1. FFC Turbine Potsdam | Duitsland | Bundesliga | 20          | 2          |
| 2023/24 | 1. FC Köln             | Duitsland | Bundesliga | 21          | 4          |
| 2024/25 | 1. FC Köln             | Duitsland | Bundesliga | 14          | 0          |
| Totaal  | Totaal                 | Totaal    | Totaal     | 55          | 6          |

Bijgewerkt t/m 3 mei 2025.

## Interlandcarrière
Wiankowska maakte haar debuut voor het Pools nationale team op 2 maart 2016 tijdens de Cyprus Women's Cup.